# 他宁·盖威迁
他宁·盖威迁（RTGS：Thanin Kraiwichian；1927年4月5日—2025年2月23日），泰国政治家，曾任第14任泰國總理及代理樞密院院長。

## 生平
1927年4月5日，他宁·盖威迁出生于曼谷，是华人后裔海伊與帕·比·克里维希恩之子。他的父親是一位出生在中國的商人，而且擁有曼谷最大的典當商舖之一。
1953年毕业于法政大学，并于伦敦政治经济学院获得法学学士学位，经英国格雷法学会考核合格，获得合法律师资格。
1954年进入泰国司法部，后升任泰国最高法院法官。他还担任过司法部次长室法律部负责人。
1976年10月6日，時任国防部长沙鄂·差罗如海军上将认为社尼·巴莫政府的成员對共产主义持寬容態度，发动軍事政变，推翻政府，组成了由泰軍高级军官为成员的國家行政改革委員會。
1976年10月8日，行政改革委员会主席沙鄂·差罗如上将提名他宁·盖威迁为总理。
1977年10月20日，沙鄂·差罗如再次發動軍事政变，推翻政府，并任命江萨·差玛南为新总理。
他宁·盖威迁后来成为18位泰国枢密院大臣之一。
2025年2月23日，他宁·盖威迁因病在曼谷逝世，享年97岁。

## 家庭
他宁与妻子戴恩·凯伦·安德森相识于英国，婚后育有五名子女。